# Maksim Fadeev
Maksim "Max" Aleksandrovici Fadeev (în rusă Макси́м Алекса́ндрович Фаде́ев; n. 6 mai 1968) este un cântăreț, compozitor, textier, producător muzical și de televiziune rus. El este unul dintre cei mai cunoscuți și cei mai de succes producători muzicali din Rusia.

## Proiecte

### Proiecte actuale
- Serebro
- Iulia Saviceva
- Glukoza
- Alisa Kojikina
- MOLLY
- Narghiz Zakirova

### Foste proiecte
- Linda
- Irakli Pirțhalava
- Pier Narciss
- Katea Leli
- Lora
- Konvoi
- Perțî
- Victoria Ilinskaia
- Fabrica de Staruri 2 («Фабрика звёзд-2»)
- Fabrica de Staruri 5 («Фабрика звёзд-5»)
- Mitea Fomin
- VORON
- Kit-I
- Olga Romanovskaia
- Total

## Discografie
- „Tanțui na bitom stekle” (Танцуй На Битом Стекле)
- „Nega” (Нега)
- „Nojnițî” (Ножницы; Scissors)
- „Triumf” (Триумф)